# Шварц, Скотт
Скотт Лесли Шварц (англ. Scott Leslie Schwartz; 16 марта 1959, Филадельфия, Пенсильвания, США — 26 ноября 2024) — американский каскадёр и профессиональный рестлер, а также характерный актёр, известный по небольшим отрицательным ролям в кино и на телевидении.
В 1980-х выступал в качестве рестлера под псевдонимом Джошуа Бен-Гурион, израильский коммандо; этим он подчёркивал своё иудейское происхождение.

## Биография
Скотт Л. Шварц родился в 1959 году в Филадельфии, штат Пенсильвания, в религиозной еврейской семье. Во время учёбы в старшей школе им. Джорджа Вашингтона (англ. George Washington High School) занимался хоккеем, американским футболом и бейсболлом. Высшее образование получал в университете Темпл. После учёбы в университете, в конце 1970-х, Шварц начал профессионально заниматься реслингом под руководством Уолтера «Киллера» Ковальски.
Находясь в турне с реслинг-шоу в Бейкерсфилде, Шварц привлёк внимание агента по талантам из Голливуда. Обладая внушительными мускулами и высоким ростом, Скотт впоследствии отказался от реслинга в пользу карьеры актёра, где снискал популярность у режиссёров, зачастую играя «плохих парней».
Наиболее известная роль — громила по кличке «Бульдог» в трилогии Оушена режиссёра Стивена Содерберга.
Умер 26 ноября 2024 года после продолжительной болезни. Ему было 65 лет.

## Фильмография
| Год  |    | Русское название                                | Оригинальное название              | Роль                         |
| ---- | -- | ----------------------------------------------- | ---------------------------------- | ---------------------------- |
| 1995 | ф  | Сават                                           | Savate                             | Ужасающий Бруно              |
| 1997 | ф  | Огонь из преисподней                            | Fire Down Below                    | «Прыщ»                       |
| 1999 | ф  | П.А.Н.К.И                                       | P.U.N.K.S.                         | заключённый в тюрьме         |
| 1999 | ф  | Битва драконов                                  | Bridge of Dragons                  | Бельмонт                     |
| 2000 | ф  | Флинтстоуны в Рок-Вегасе                        | The Flintstones in Viva Rock Vegas | пещерный человек             |
| 2001 | ф  | Одиннадцать друзей Оушена                       | Ocean's Eleven                     | «Бульдог»                    |
| 2002 | ф  | Царь скорпионов                                 | The Scorpion King                  | пыточных дел мастер          |
| 2002 | ф  | Человек-паук                                    | Spider-Man                         | рестлер                      |
| 2002 | ки | Баффи — истребительница вампиров                | Buffy the Vampire Slayer           | байкер-вампир (озвучка)      |
| 2004 | ф  | Убойная парочка: Старски и Хатч                 | Starsky & Hutch                    | Толстый Рон                  |
| 2004 | ф  | Макс-разрушитель: Проклятие нефритового дракона | Max Havoc: Curse of the Dragon     | байкер                       |
| 2004 | ф  | Двенадцать друзей Оушена                        | Ocean’s Twelve                     | «Бульдог»                    |
| 2005 | ф  | Аферисты: Дик и Джейн развлекаются              | Fun with Dick and Jane             | продавец-здоровяк в магазине |
| 2007 | ф  | Очень эпическое кино                            | Epic Movie                         | Рубеус Хагрид                |
| 2007 | ф  | Тринадцать друзей Оушена                        | Ocean's Thirteen                   | «Бульдог»                    |
| 2009 | с  | Молодые и дерзкие                               | The Young and the Restless         | Эймос Слотер                 |
| 2010 | ф  | Изнанка города                                  | Wrong Side of Town                 | Дьякон                       |
| 2012 | с  | Касл                                            | Castle                             | большой охранник             |
| 2015 | ф  | Приключения Джо Грязнули 2                      | Joe Dirt 2: Beautiful Loser        | гигант                       |